# جوزيف ميرتنز
جوزيف ميرتنز هو عالم آثار وأستاذ جامعي وعالم إنسان بلجيكي، ولد في 17 يناير 1921 في تينين في بلجيكا، وتوفي في 1 يوليو 2007 في برابانت فلاماند في بلجيكا.